# Бяндован (поселение)
Бяндован (азерб. Bəndovan) — условное наименование поселения эпохи средневековья на территории Азербайджана (территория раскопок между мысом Бяндован и посёлком Норд-Ост-Култук на территории Сальянского района), остатки которого были открыты в 1970 году на мысе Бяндован («Размывающий вал»), расположенном в Карадагском районе Баку, и на дне Каспийского моря.
В результате археологических раскопок на берегу и на дне моря были обнаружены остатки сооружений, глиняная глазурованная и простая посуда, орудия труда (кирки и пр.), стеклянные и ювелирные изделия (бусы, браслеты), монеты, кости животных и пр.
Найденные в результате археологических раскопок материалы позволяют отнести Бяндован к поселению, существовавшему в IX—XIII вв. На некоторой посуде имеются стихи на персидском языке и имена изготовивших её мастеров. На посуде, найденной на дне моря, встречаются изображения зверей (львов, лошадей, джейранов, оленей) и птиц (павлинов, голубей). Обнаруженные медные и серебряные монеты относятся к периоду правления ширваншахов.

## Исторический контекст
Ещё в 1840 году азербайджанский историк-любитель Аббас-Кули-ага Бакиханов упоминал об остатках подводного города на территории Бяндована.
До 30-х годов XX века памятник полностью находился под водой. С этого периода уровень Каспийского моря понизился примерно на 2,8 м, и береговая линия на данной территории отошла в сторону моря на несколько километров.
Первые исследователи данных гидроархеологической разведки предполагали, что городище Бяндован расположено как на суше, так и на море. Рауф Мамедов и Виктор Квачидзе допускали, что Бяндован является остатками одного из некогда погребённого морем города на территории Азербайджана. Это могут быть Мугань, или Гуштасфи, или Махмудабад,  или другие поселения,  описанные в арабских, персидских и азербайджанских первоисточниках, а также упоминаемые западноевропейскими путешественниками.

## Археологические раскопки
В 1968 году Распоряжением Совета Министров Азербайджанской ССР № 358 от 24 июля и Президиума Академии Наук Азербайджанской ССР № 702 от 9 августа Музею истории Азербайджана была поручена подготовка изучения подводных историко-археологических памятников Каспийского моря. В этом же году руководство музея поручило практические работы В. А. Квачидзе, а научным консультантом был назначен доктор исторических наук З. И. Ямпольский. Среди основных задач было изучение прибрежных историко-археологических памятников и локализация исчезнувших поселений.

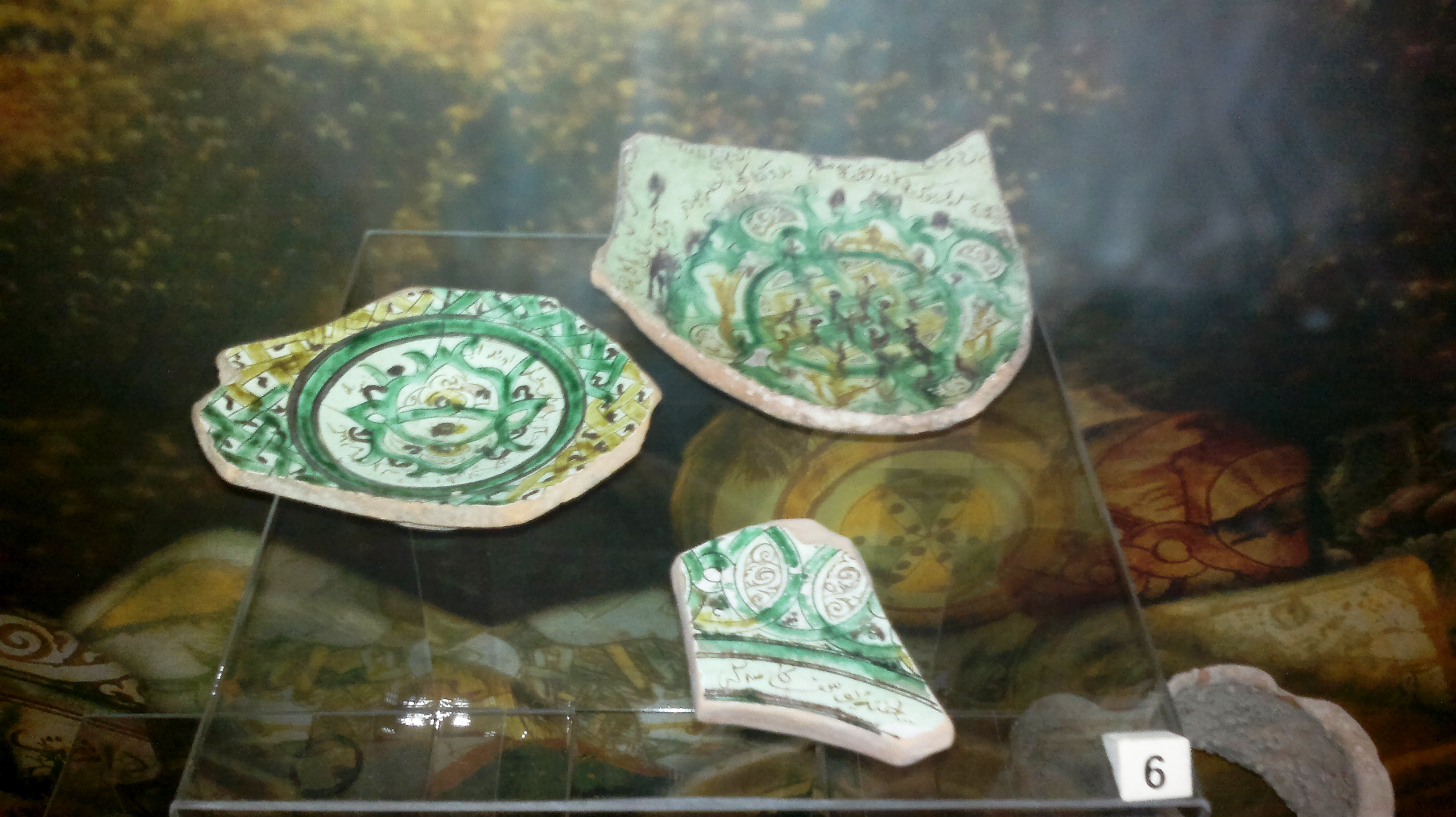
Находки глазурованной керамики из Бяндована. На одном из фрагментов надпись «Производство Юсифа Касеки». Музей истории Азербайджана (Баку)

В 1970 году Музей истории Азербайджана вёл исследования с борта экспедиционного судна «Бакуви» в десяти километрах от берега. Исследования велись с помощью аквалангов на глубине 4-20 метров, между островами Обливной и банкой Павлова, южнее банки Кумани, в районе банки «Плита Погорелая», и на островах Пирсагатской каменной гряды, где был найден археологический материал. Были изучены дно моря и прибрежная полоса в районе между посёлком Норд-Ост-Култук и мысом Бяндован. На береговой полосе были найдены остатки культурного слоя, археологический материал которого был представлен монетами, керамикой, кирпичом, гончарными штырями, обломками глины со следами прутьев и камыша, костями животных, птицы и рыбы, и относился не позже, чем к XI—XIV векам. На днищах многих фрагментов глазурованной керамики и на поверхности блюд имелись клейма и надписи на персидском языке. В двух из них упоминается имя мастера Юсифа. Протяжённость культурного слоя позволила сделать предположение о наличии здесь остатков крупного средневекового города, оказавшегося под водой в результате Сараинской трансгрессии Каспийского моря. Исследование прибрежной полосы в этом районе выявило два средневековых поселения городского типа, условно названных Бяндован-1 и Бяндован-2, расстояние между которыми около 20 км. Позже заведующий отделом средневековой истории Музея истории Азербайджана Рауф Мамедов и Виктор Квачидзе предложили отождествлять с ними два средневековых города – Гуштасфи и Мугань.

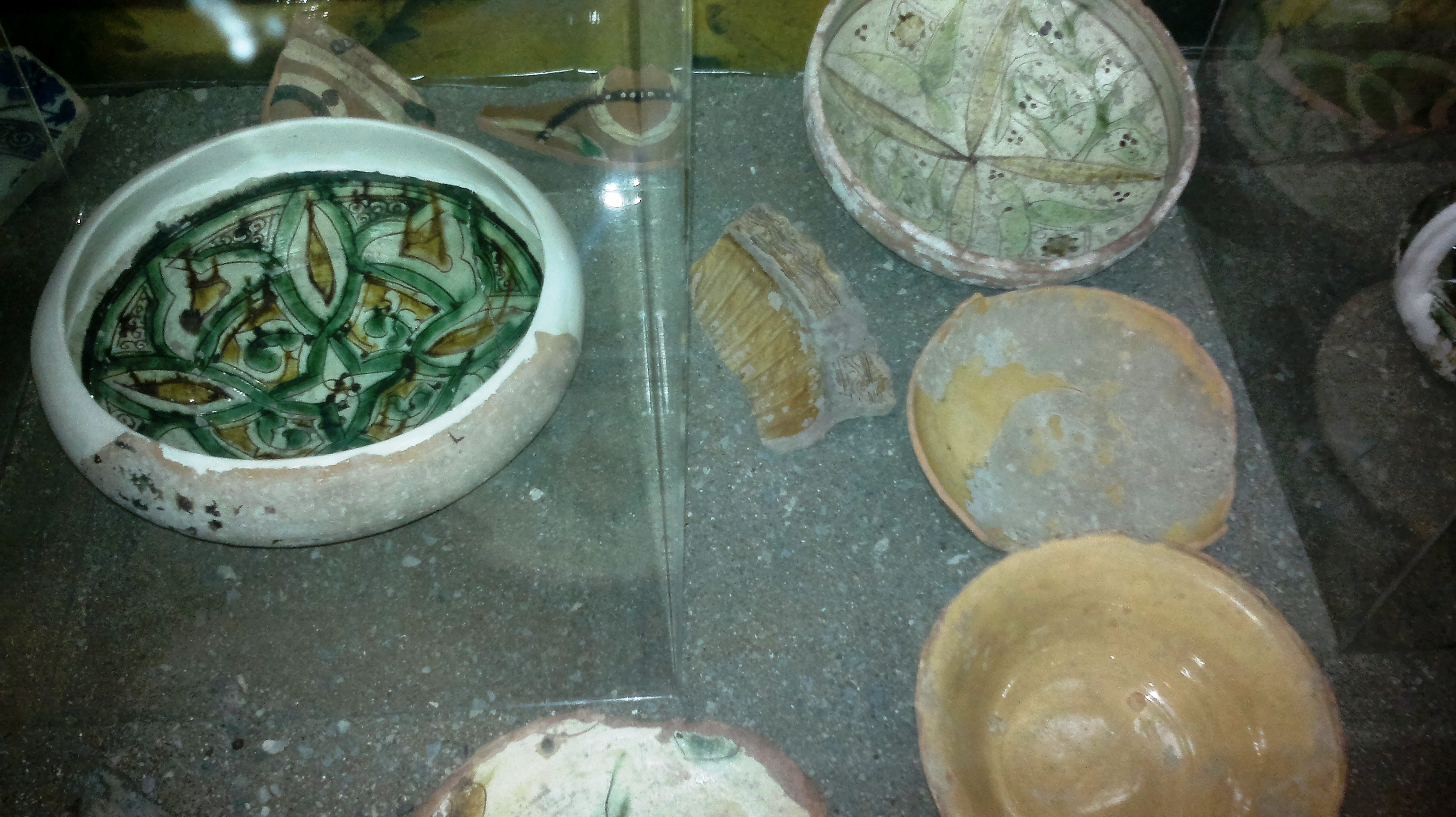
Находки посуды из Бяндована. Музей истории Азербайджана (Баку)

В результате археологических исследований 1971 года южнее мыса Бяндован, которые проводились на суше и в море на двухкилометровой прибрежной полосе, были выявлены остатки турлучных строений, куски обожжённой глиняной обмазки с остатками золы и следами от камыша, деревянные остатки опорных столбов со следами стен между ними. Обнаруженная простая и поливная керамика относится к XI—XIII вв. Некоторые черепки содержали надписи на персидском языке — строки лирических стихов. Были также обнаружены фрагменты селадона и медная монета ширваншахов династии Кесранидов XIII века. Был также обнаружен очаг с остатками обожжённых зёрен, большое скопление костей животных, птиц и рыбы (в том числе и осетровой). В нижних горизонтах культурного слоя были выявлены относящиеся к IX—X вв. небольшие глазурованные чаши, расписанные марганцем по белому ангобу. На нескольких блюдах встречались идентичные изображения львицы с загнутым кверху длинным хвостом, переходящим в декоративный элемент «бута». Исследователи считали данную керамику местным производством.

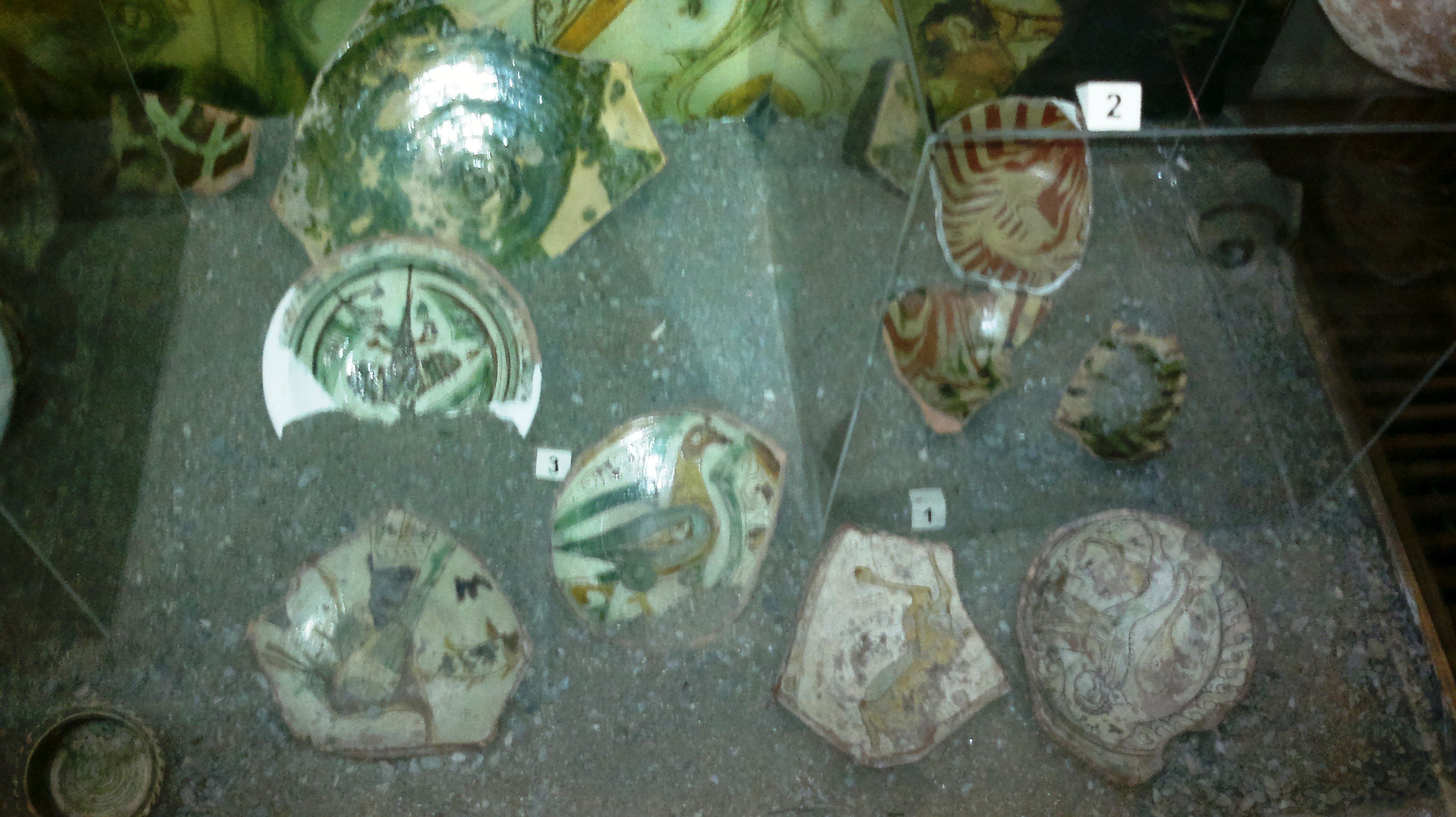
Находки глазурованной керамики из Бяндована с изображениями львиц и птиц. Музей истории Азербайджана (Баку)

Исследования акватории площадью 45 тысяч м² на дне моря в 1975 году выявили большое количество простой и глазурованной посуды. На днище одной глазурованной чаши изображена в анфас птица в геральдической позе. Также на дне моря было обнаружено большое количество обожжённых кирпичей, рваного камня, части каменных жерновов-зернотёрок. Впервые был найден якорный камень пирамидальной формы длиной 80 см и весом около 70 кг.
В начале 80-х годов XX века масштабы подводных археологических работ в регионе стали сокращаться. В связи с отсутствием современного оборудования, должного технического оснащения, а также начавшимся распадом СССР гидроархеологические работы в Азербайджане стали свёртываться. В 1986 году подводные археологические памятники Каспийского моря изучались в последний раз.
Летом 2008 года подводная археология в регионе была возобновлена. В районе мыса Бяндован были проведены разведочные работы, здесь были обнаружены керамика и остатки строений. В экспедиции помимо ученых принимала участие группа водолазов, сформированная из местных специалистов. Возглавлял работы руководитель Апшеронской археологической экспедиции Института археологии и этнографии Идрис Алиев.